# Bart Verkissen
Bart Verkissen est un joueur de kayak-polo international néerlandais, né le 10 février 1983 à Alkmaar.

## Palmarès
D'abord licencié au club de Odysseus-Alkmaar (entre 1995 et 2004), il intègre dès l'année 2005 le Deventer K.V., avec lequel il remporte 7 titres nationaux (de 2005 à 2011). Joueur international depuis 2003, il est sacré à deux reprises, avec l'équipe nationale, champion du monde.

### Championnat du monde de kayak-polo
- Champion du monde en 2008
- Troisième en 2006
- Champion du monde en 2004
- Vice-champion du monde en 2002

### Jeux mondiaux
- Vainqueur en 2005

### Championnat d'Europe de kayak-polo
- Champion d'Europe en 2007
- Médaille de bronze en 2005
- Champion d'Europe en 2003
- Médaille de bronze en 2001
- Médaille de bronze en 1999

### Coupe d'Europe des clubs (kayak-polo)
- Vainqueur en 2005, 2007, 2008, et 2010

### Championnat des Pays-Bas de kayak-polo
- 1re place du Championnat en 2005, 2006, 2007, 2008, et 2010 (avec le Deventer K.V.)